# Tratado Franco-Siamês de 1904
O Tratado Franco-Siamês de 1904 foi uma convenção entre o Reino do Sião durante o reinado do Rei Chulalongkorn e a Terceira República Francesa durante a presidência de Émile Loubet que estabeleceu a demarcação da fronteira entre o Sião e os territórios vizinhos que estavam sob a colonização da França, além de conceder direitos extraterritoriais aos cidadãos franceses. 
Este tratado decidiu a delimitação das fronteiras entre o Sião e seu antigo vassalo Camboja , que ficou sob domínio colonial francês em 1863.
O plenipotenciário siamês que assinou este tratado foi Phraya Suriyanuwat (Kerd Bunnag), Embaixador do Sião na França, e o lado francês foi representado por Théophile Delcassé, Ministro das Relações Exteriores.
As negociações ocorreram em Paris, França, em 11 de fevereiro de 1904, e foram assinadas dois dias depois.